# Pheidole vieti
Pheidole vieti được Eguchi, K. phát hiện và mô tả vào năm 2008.